# Nas nie dogoniat
Nas nie dogoniat (ros. Нас не догонят, „Nie dogonią nas”) – drugi singel promujący debiutancki album t.A.T.u. „200 po wstriecznoj”.
Płyta została wydana jako promo-CD w krajach Europy Wschodniej oraz Środkowej. Szybko stała się przebojem i dotarła na szczyty list przebojów m.in. w Polsce, Rosji, Rumunii, Bułgarii, Czechach i na Słowacji.
Piosenka, która przez wielu uważana jest za największy rosyjskojęzyczny hit duetu, opowiada o konflikcie pokoleń. W teledysku do „Nas nie dogoniat” Lena i Julia kradną cysternę (KRAZ 258) i uciekają przejeżdżając przez Syberię. W klipie wystąpił także ówczesny menedżer grupy Iwan Szapowałow, który zagrał robotnika potrąconego przez pędzącą ciężarówkę.

## Notowania
| Główne listy    | Pozycja |
| Polska – 30 Ton | 1       |
| Rosja           | 1       |
| Rumunia         | 1       |

## Premiera w Polsce
Premiera singla i równocześnie debiut zespołu w Polsce odbyły się w 2001 roku, mimo że „Nas nie dogoniat” jest drugim singlem w dyskografii t.A.T.u. Dopiero później na polskim rynku pojawił się premierowy singel Ja soszła s uma.